# Campeonato Argentino de Mayores 1992
El Campeonato Argentino de Mayores de 1992 fue la cuadragésimo-octava edición del torneo de uniones regionales organizado por la Unión Argentina de Rugby. La Unión de Rugby del Nordeste organizó las fases finales por segunda vez en su historia (la última en 1977), con los encuentros definitorios disputados el 31 de octubre y 1 de noviembre de 1992 en las instalaciones del Aranduroga Rugby Club en Corrientes.
La Unión de Rugby de Tucumán ganó su sexto campeonato al vencer en la final a la Unión Cordobesa de Rugby 16-11. A partir de esta edición, las categorías debajo del Grupo Campeonato intercambiaron de nombres: la segunda división pasó a llamarse "Grupo Ascenso" y la tercera división "Grupo Clasificación". 

## Equipos participantes
Disputaron esta edición diecinueve equipos: dieciocho uniones provinciales y la Unión Argentina de Rugby, representada por el seleccionado de Buenos Aires. Estos fueron divididos en un Grupo Campeonato (ocho equipos), un Grupo Ascenso (ocho equipos) y un Grupo Clasificación (tres equipos). 
| División                      | Equipo              | Unión                                                     |
| ----------------------------- | ------------------- | --------------------------------------------------------- |
| Grupo Campeonato 8 equipos    | Buenos Aires        | Unión Argentina de Rugby                                  |
| Grupo Campeonato 8 equipos    | Córdoba             | Unión Cordobesa de Rugby                                  |
| Grupo Campeonato 8 equipos    | Cuyo                | Unión de Rugby de Cuyo                                    |
| Grupo Campeonato 8 equipos    | Entre Ríos          | Unión Entrerriana de Rugby                                |
| Grupo Campeonato 8 equipos    | Rosario             | Unión de Rugby de Rosario                                 |
| Grupo Campeonato 8 equipos    | San Juan            | Unión Sanjuanina de Rugby                                 |
| Grupo Campeonato 8 equipos    | Santa Fe            | Unión Santafesina de Rugby                                |
| Grupo Campeonato 8 equipos    | Tucumán             | Unión de Rugby de Tucumán                                 |
| Grupo Ascenso 8 equipos       | Alto Valle          | Unión de Rugby del Alto Valle de Río Negro y Neuquén      |
| Grupo Ascenso 8 equipos       | Centro              | Unión de Rugby del Centro de la Provincia de Buenos Aires |
| Grupo Ascenso 8 equipos       | Mar del Plata       | Unión de Rugby de Mar del Plata                           |
| Grupo Ascenso 8 equipos       | Misiones            | Unión de Rugby de Misiones                                |
| Grupo Ascenso 8 equipos       | Nordeste            | Unión de Rugby del Nordeste                               |
| Grupo Ascenso 8 equipos       | Salta               | Unión de Rugby de Salta                                   |
| Grupo Ascenso 8 equipos       | Santiago del Estero | Unión Santiagueña de Rugby                                |
| Grupo Ascenso 8 equipos       | Sur                 | Unión de Rugby del Sur                                    |
| Grupo Clasificación 3 equipos | Austral             | Unión de Rugby Austral                                    |
| Grupo Clasificación 3 equipos | Chubut              | Unión de Rugby del Valle del Chubut                       |
| Grupo Clasificación 3 equipos | Oeste               | Unión de Rugby del Oeste de Buenos Aires                  |

## Formato
Los diecinueve equipos participantes fueron divididos en tres categorías: Grupo Campeonato, Grupo Ascenso y Grupo Clasificación. Cada grupo se resolvió con el sistema de todos contra todos a una sola ronda y alternando encuentros de local y visitante.
Grupo Campeonato
El Grupo Campeonato se dividió en dos zonas (A y B) de cuatro equipos cada una. Los primeros y segundos de cada zona clasificaron a la fase final del torneo. Los dos equipos que finalizaron últimos en sus zonas descendieron al Grupo Ascenso de la siguiente edición. 
Grupo Ascenso
El Grupo Ascenso se dividió en dos zonas (C y D) de cuatro equipos cada una. Los ganadores de cada zona ascendieron al Grupo Campeonato de la siguiente edición, mientras que los últimos descendieron al Grupo Clasificación. 
Grupo Clasificación
La Zona Clasificación estuvo compuesta por una sola zona de tres equipos. El ganador ascendió al Grupo Ascenso de la siguiente edición.
Fase final
En la fase final, los cuatro equipos provenientes del Grupo Campeonato disputaron encuentros a eliminación directa (semifinales y final) en una sede única designada, con el vencedor siendo considerado el campeón de la temporada.

## Grupo Campeonato

### Zona A
| Pos. | Equipos      | Partidos | Partidos | Partidos | Tantos | Tantos | Tantos | Pts. |
| Pos. | Equipos      | G        | E        | P        | PF     | PC     | DP     | Pts. |
| ---- | ------------ | -------- | -------- | -------- | ------ | ------ | ------ | ---- |
| 1.°  | Tucumán      | 3        | 0        | 0        | 99     | 57     | +42    | 6    |
| 2.°  | Cuyo         | 2        | 0        | 1        | 92     | 67     | +25    | 4    |
| 3.°  | Buenos Aires | 1        | 0        | 2        | 105    | 89     | +16    | 2    |
| 4.°  | Santa Fe     | 0        | 0        | 3        | 47     | 130    | -83    | 0    |

|  | Clasifica a fase final         |
|  | Desciende a Grupo Ascenso 1993 |

| 10 de octubre | Cuyo | 39 - 17 | Buenos Aires | Los Tordos RC, Guaymallén             |                                       |
|               |      | Reporte |              | Árbitro(s): Ricardo Bordoch (Córdoba) | Árbitro(s): Ricardo Bordoch (Córdoba) |

|  | Tucumán | 34 - 12 | Santa Fe |  |  |

| 17 de octubre | Tucumán | 28 -22  | Buenos Aires | La Caldera del Parque, Lawn Tennis, Tucumán |                                       |
|               |         | Reporte |              | Árbitro(s): John Pearson (Inglaterra)       | Árbitro(s): John Pearson (Inglaterra) |

|  | Cuyo | 30 - 13 | Santa Fe |  |  |

| 25 de octubre | Buenos Aires | 66 - 22 | Santa Fe | Club Pueyrredón, Boulogne Sur Mer    |                                      |
|               |              | Reporte |          | Árbitro(s): Gabriel Bertranou (Cuyo) | Árbitro(s): Gabriel Bertranou (Cuyo) |

|  | Tucumán | 37 - 23 | Cuyo |  |  |

### Zona B
| Pos. | Equipos    | Partidos | Partidos | Partidos | Tantos | Tantos | Tantos | Pts. |
| Pos. | Equipos    | G        | E        | P        | PF     | PC     | DP     | Pts. |
| ---- | ---------- | -------- | -------- | -------- | ------ | ------ | ------ | ---- |
| 1.°  | Córdoba    | 3        | 0        | 0        | 121    | 49     | +72    | 6    |
| 2.°  | Rosario    | 2        | 0        | 1        | 218    | 86     | +132   | 4    |
| 3.°  | San Juan   | 1        | 0        | 2        | 37     | 138    | -101   | 2    |
| 4.°  | Entre Ríos | 0        | 0        | 3        | 58     | 161    | -103   | 0    |

|  | Clasifica a fase final         |
|  | Desciende a Grupo Ascenso 1993 |

|  | Córdoba | 58 - 10 | San Juan |  |  |

|  | Rosario | 118 - 39 | Entre Ríos |  |  |

|  | Rosario | 74 - 17 | San Juan |  |  |

|  | Córdoba | 33 - 13 | Entre Ríos |  |  |

|  | Córdoba | 30 - 26 | Rosario |  |  |

|  | San Juan | 10 - 6 | Entre Ríos |  |  |

## Grupo Ascenso

### Zona C
| Pos. | Equipos       | Partidos | Partidos | Partidos | Tantos | Tantos | Tantos | Pts. |
| Pos. | Equipos       | G        | E        | P        | PF     | PC     | DP     | Pts. |
| ---- | ------------- | -------- | -------- | -------- | ------ | ------ | ------ | ---- |
| 1.°  | Mar del Plata | 3        | 0        | 0        | 172    | 32     | +140   | 6    |
| 2.°  | Sur           | 2        | 0        | 1        | 133    | 47     | +86    | 4    |
| 3.°  | Alto Valle    | 1        | 0        | 2        | 92     | 89     | +3     | 2    |
| 4.°  | Centro        | 0        | 0        | 3        | 10     | 239    | -229   | 0    |

|  | Asciende a Grupo Campeonato 1993     |
|  | Desciende a Grupo Clasificación 1993 |

|  | Mar del Plata | 52 - 22 | Alto Valle |  |  |

|  | Sur | 93 - 3 | Centro |  |  |

|  | Mar del Plata | 99 - 0 | Centro |  |  |

|  | Sur | 30 - 23 | Alto Valle |  |  |

|  | Mar del Plata | 21 - 10 | Sur |  |  |

|  | Alto Valle | 47 - 7 | Centro |  |  |

### Zona D
El triple empate en la Zona D se resolvió al tomar en cuenta la diferencia de puntos contando sólo los partidos entre los equipos empatados. Así, la Unión de Rugby de Misiones finalizó en la última posición y debió haber descendido al Grupo Clasificación. Sin embargo, al haber un solo ascenso durante esta temporada, el seleccionado de Misiones mantuvo la categoría y disputó el Grupo Ascenso en 1993.
| Pos. | Equipos         | Partidos | Partidos | Partidos | Tantos | Tantos | Tantos | Pts. |
| Pos. | Equipos         | G        | E        | P        | PF     | PC     | DP     | Pts. |
| ---- | --------------- | -------- | -------- | -------- | ------ | ------ | ------ | ---- |
| 1.°  | Nordeste        | 3        | 0        | 0        | 82     | 41     | +41    | 6    |
| 2.°  | Salta           | 1        | 0        | 2        | 120    | 57     | +63    | 2    |
| 3.°  | Sgo. del Estero | 1        | 0        | 2        | 37     | 72     | -35    | 2    |
| 4.°  | Misiones        | 1        | 0        | 2        | 63     | 132    | -69    | 2    |

|  | Asciende a Grupo Campeonato 1993     |
|  | Desciende a Grupo Clasificación 1993 |

|  | Nordeste | 28 - 7 | Santiago del Estero |  |  |

|  | Salta | 88 - 17 | Misiones |  |  |

|  | Nordeste | 27 - 14 | Misiones |  |  |

|  | Salta | 12 -13 | Santiago del Estero |  |  |

|  | Nordeste | 27 - 20 | Salta |  |  |

|  | Santiago del Estero | 17 - 32 | Misiones |  |  |

## Grupo Clasificación
| Pos. | Equipos | Partidos | Partidos | Partidos | Tantos | Tantos | Tantos | Pts. |
| Pos. | Equipos | G        | E        | P        | PF     | PC     | DP     | Pts. |
| ---- | ------- | -------- | -------- | -------- | ------ | ------ | ------ | ---- |
| 1.°  | Chubut  | 2        | 0        | 0        | 76     | 29     | +47    | 6    |
| 2.°  | Austral | 1        | 0        | 1        | 34     | 68     | -34    | 4    |
| 3.°  | Oeste   | 0        | 0        | 2        | 48     | 61     | -13    | 2    |

|  | Asciende a Grupo Ascenso 1993 |

|  | Chubut | 32 - 24 | Oeste |  |  |

|  | Austral | 29 - 24 | Oeste |  |  |

|  | Chubut | 44 - 5 | Austral |  |  |

## Fase final
Las fases finales del torneo se disputaron el 31 de octubre y 1 de noviembre en las instalaciones del Aranduroga Rugby Club de Corrientes.
|  | Semifinales    | Semifinales    | Semifinales   |         |         | Final          | Final          | Final          |  |
|  | 31 de octubre  | 31 de octubre  | 31 de octubre |         |         | 1 de noviembre | 1 de noviembre | 1 de noviembre |  |
|  |                |                |               |         |         |                |                |                |  |
|  |                |                |               |         |         |                |                |                |  |
|  | Tucumán (t.e.) | Tucumán (t.e.) | 37            |         |         |                |                |                |  |
|  | Tucumán (t.e.) | Tucumán (t.e.) | 37            |         |         |                |                |                |  |
|  | Rosario        | Rosario        | 30            |         |         |                |                |                |  |
|  | Rosario        | Rosario        | 30            |         | Tucumán | Tucumán        | 16             |                |  |
|  |                |                |               |         | Tucumán | Tucumán        | 16             |                |  |
|  |                |                | Córdoba       | Córdoba | 11      |                |                |                |  |
|  | Córdoba        | Córdoba        | Córdoba       | Córdoba | 11      | 43             |                |                |  |
|  | Córdoba        | Córdoba        |               |         |         | 43             |                |                |  |
|  | Cuyo           | Cuyo           | 12            |         |         | Tercer puesto  | Tercer puesto  | Tercer puesto  |  |
|  | Cuyo           | Cuyo           | 12            |         |         | Tercer puesto  | Tercer puesto  | Tercer puesto  |  |
|  |                |                |               |         |         |                |                |                |  |
|  |                |                |               |         |         | Rosario        | Rosario        | 24             |  |
|  |                |                |               |         |         | Rosario        | Rosario        | 24             |  |
|  |                |                |               |         |         | Cuyo           | Cuyo           | 28             |  |
|  |                |                |               |         |         | Cuyo           | Cuyo           | 28             |  |
|  |                |                |               |         |         |                |                |                |  |

### Semifinales
| 31 de octubre | Tucumán | 37 - 30 (t.e.) | Rosario | Aranduroga Rugby Club, Corrientes   |                                     |
|               |         | Reporte        |         | Árbitro(s): E. Sklar (Buenos Aires) | Árbitro(s): E. Sklar (Buenos Aires) |

| 31 de octubre | Córdoba | 43 - 12 | Cuyo | Aranduroga Rugby Club, Corrientes        |                                          |
|               |         | Reporte |      | Árbitro(s): J. L. Rolandi (Buenos Aires) | Árbitro(s): J. L. Rolandi (Buenos Aires) |

### Tercer puesto
| 1 de noviembre | Rosario | 24 - 28 | Cuyo | Aranduroga Rugby Club, Corrientes            |                                              |
|                |         | Reporte |      | Árbitro(s): José Luis Rolandi (Buenos Aires) | Árbitro(s): José Luis Rolandi (Buenos Aires) |

### Final
| 1 de noviembre | Tucumán | 16 - 11 | Córdoba | Aranduroga Rugby Club, Corrientes     |                                       |
|                |         | Reporte |         | Árbitro(s): John Pearson (Inglaterra) | Árbitro(s): John Pearson (Inglaterra) |

| Bandera de la Provincia de Tucumán |
| Tucumán Campeón                    |
| Sexto título                       |